# 短今
胡馨儀（英語：Hu Xin-Yi，1991年9月23日—），藝名短今，台灣女藝人，現為宏將多利安旗下模特兒，Passion Sisters成員，前Fever成員。

## 生平
2012年4月7日至2013年12月31日參演臺灣第一部百老匯觀光大秀《臺灣舞孃》，2015年瓊斯盃Free Girl啦啦隊成員。
2016年加入中華職棒中信兄弟旗下啦啦隊Passion Sisters啦，在季初的「PS人氣王」票選活動與峮峮一起成為新人王。
2018年中華職棒球季擔任Passion Sisters隊長，2018年底出版個人首本寫真集《今夏戀愛中》。
2019年與同為Passion Sisters隊員的希希聯合製作YouTube節目《旅行少女》。
2020年8月以暱稱「鈑金」為構思推出個人周邊商品，2021年5月在台灣角川推出第二本寫真集《今日旅行中：短今Sammie寫真書》。
2023年，台灣MeToo運動，胡馨儀揭露，在參演《臺灣舞孃》時曾經被導演許傑輝性騷擾。
2024年4月，與圈外姐姐在媽媽開的餐廳幫忙。2024年9月22日被周思齊引退感言時提及2020年剛升上一軍的林明杰的喊話，翌日適逢33歲生日，澄清自己暫時無意退役。

## 經歷
- 臺灣舞孃(2012~2013)
- SBL啦啦隊Free Girl(2015)
- 中信兄弟Passion Sisters(2016~至今)[11]
- Fever舞團(2017~至今)
- FBGirlz舞團(2018~至今)

## 啦啦隊經歷

### 棒球之啦啦隊
| 年份      | 隊伍名稱        | 備註                   |
| --------- | --------------- | ---------------------- |
| 2016—至今 | Passion Sisters | 中華職棒中信兄弟啦啦隊 |

### 籃球之啦啦隊
| 年份      | 隊伍名稱        | 備註               |
| --------- | --------------- | ------------------ |
| 2021—至今 | Passion Sisters | 新北中信特攻啦啦隊 |

## 音樂作品
- 《美麗的執著》，2016年9月 [12]
- 《閃亮之星》，2017年8月 [13]
- 《Kiss Me》，2018年9月 [14]
- 《Look at me》， 2019年7月 [15]
- 《Passion Sisters》， 2020年9月

## 書籍作品
- 2018《今夏戀愛中》寫真書[16]
- 2021 今日旅行中：短今Sammie寫真書[17]

## 藝名由來
有不少人曾好奇「短今」名稱的由來，胡馨儀表示：「最近好多人問我為什麼叫短今？因為很久以前，有一部韓劇叫『大長今』，朋友說我像大長今裡的李英愛，從此就叫我『小短今』。」

## 外部連結
- 短今Sammie的Facebook專頁
- 短今ⓢⓐⓜⓜⓘⓔ的Instagram帳戶
- YouTube上的短今頻道
- YouTube上的旅行少女 Travel Girls頻道